# Lista de partidos políticos na Suécia
Esta é uma lista dos partidos políticos da Suécia.
A Suécia conta com um sistema multipartidário, tanto a nível nacional como local, o que obriga a que sejam celebrados acordos de coligação entre partidos tendo em vista a formação de um governo.
Desde a implementação do sufrágio universal, em 1921 até ao final da década de 1980, a política sueca foi dominada por cinco partidos: o Partido Operário Social-Democrata da Suécia (centro-esquerda), o Partido da Esquerda-Comunista (esquerda), o Partido do Centro (centro), o Partido Popular (centro-direita) e o Partido da Direita/Moderado (direita). Os dois primeiros faziam parte do chamado Bloco Socialista e os últimos do chamado Bloco Burguês ou Não-Socialista.

## Partidos políticos
| Partido | Partido                                                                               | Partido | Partido | Líder                       | Ideologia                                                                             | Espectro                   | Riksdag   | Assembleia regional | Assembleia municipal | Parlamento Europeu |
| ------- | ------------------------------------------------------------------------------------- | ------- | ------- | --------------------------- | ------------------------------------------------------------------------------------- | -------------------------- | --------- | ------------------- | -------------------- | ------------------ |
|         | Partido Operário Social-Democrata da Suécia Sveriges socialdemokratiska arbetareparti | S       |         | Stefan Löfven               | Social-democracia, Progressismo, Terceira via, Feminismo                              | Centro-esquerda            | 100 / 349 | 523 / 1 696         | 3 752 / 12 700       | 5 / 20             |
|         | Partido Moderado Moderata samlingspartiet                                             | M       |         | Ulf Kristersson             | Liberalismo clássico, Conservadorismo liberal, Liberalismo económico                  | Direita                    | 70 / 349  | 314 / 1 696         | 2 396 / 12 700       | 4 / 20             |
|         | Democratas Suecos Sverigedemokraterna                                                 | SD      |         | Jimmie Åkesson              | Nacionalismo sueco, Conservadorismo social, Populismo, Anti-imigração, Eurocepticismo | Direita a Extrema-direita  | 62 / 349  | 224 / 1 696         | 1 806 / 12 700       | 3 / 20             |
|         | Partido do Centro Centerpartiet                                                       | C       |         | Annie Lööf                  | Liberalismo, Social liberalismo, Agrarianismo, Liberalismo verde                      | Centro a Centro-direita    | 31 / 349  | 155 / 1 696         | 1 603 / 12 700       | 2 / 20             |
|         | Partido da Esquerda Vänsterpartiet                                                    | V       |         | Jonas Sjöstedt              | Socialismo democrático, Socialismo, Ecossocialismo, Feminismo, Eurocepticismo         | Esquerda                   | 28 / 349  | 141 / 1 696         | 808 / 12 700         | 1 / 20             |
|         | Democratas Cristãos Kristdemokraterna                                                 | KD      |         | Ebba Busch Thor             | Democracia cristã, Conservadorismo, Liberalismo económico                             | Centro-direita             | 22 / 349  | 119 / 1 696         | 676 / 12 700         | 2 / 20             |
|         | Liberais Liberalerna                                                                  | L       |         | Nyamko Sabuni               | Liberalismo, Social liberalismo, Liberalismo económico, Conservadorismo liberal       | Centro-direita             | 19 / 349  | 94 / 1 696          | 689 / 12 700         | 1 / 20             |
|         | Partido Verde Miljöpartiet de gröna                                                   | MP      |         | Per Bolund Isabella Lövin   | Ecologismo, Social liberalismo, Feminismo                                             | Centro-esquerda            | 16 / 349  | 48 / 1 696          | 395 / 12 700         | 2 / 20             |
|         | Iniciativa Feminista Feministiskt initiativ                                           | FI      |         | Gita Nabavi Farida al-Abani | Feminismo, Anti-racismo, Social-democracia                                            | Centro-esquerda a Esquerda | 0 / 349   | 0 / 1 696           | 22 / 12 700          | 0 / 20             |